# Хесс, Карл Эрнст
Карл Эрнст Кристоф Хесс (нем. Carl Ernst Christoph Hess, Carl Ernst Heß; 22 января 1755, Дармштадт — 25 июля 1828, Мюнхен) — немецкий живописец и гравёр.

## Биография
Карл Эрнст родился в семье придворного мастера инструментов Иоганна Генриха Хесса (1712—1768) из Дармштадта и Сабины Кристины Рёдер. После ранней смерти отца поступил в ученики к мастеру-оружейнику в Страсбурге, но вскоре тётя Мария Магдалена Хесс забрала его к себе.
Будущий художник учился в Страсбурге и Мангейме. С 1776 года работал в качестве гравёра в Аугсбурге, а со следующего года в Дюссельдорфе. В 1783—1787 годах Карл Эрнст совершил путешествие по Италии, в дальнейшем трудился в Дюссельдорфе и Мюнхене, в том числе в сотрудничестве с крупнейшим мастером цветного офорта Франческо Бартолоцци.
Его таланты признал директор Дюссельдорфскую академию искусств Ламберт Крае, который продолжал его поддерживать. С 1776 года он посвятил себя гравюре в Аугсбурге, а в 1777 году отправился в Дюссельдорф для работы над формированием картинной галереи, начатой Петером Йозефом Крахе. В 1780 году он был принят в Академию, а в 1782 году назначен придворным гравёром и профессором Академии. В 1783 году он уехал в Мюнхен, а затем, в 1787 году, на четыре года в Италию, изучал классическое искусство в Неаполе и Риме. Там он встретил многих выдающихся людей своего времени, таких как Иоганн Вольфганг фон Гёте, Иоганн Готфрид Гердер, Алоис Хирт и Шлегель.
Вернувшись в Мюнхен, в 1791 году Карл Эрнст Хесс женился на Мари Ламбертин Катарине Крае, дочери художника и директора Дюссельдорфской академии. У супругов было восемь детей. Одна из дочерей — Катарина (1798—1832) обвенчалась в 1822 году с известным архитектором Фридрихом фон Гертнером (1791—1847) а, после её смерти, Гертнер в 1834 году женился на её сестре Ламбертине Хесс (1804—1852).
В годы Первой коалиционной войны супруги Хесс покинули на несколько лет Дюссельдорф. Гесс был частым гостем в поместье Пемпельфорт, принадлежащем философу и писателю Фридриху Генриху Якоби, где он имел возможность получить хорошее научное образование. В 1806 году большая часть коллекции Дюссельдорфской картинной галереи курфюрст Максимилиан I Иосиф перевёз в Мюнхен и пригласил Хесса на должность хранителя.
Хесс работал главным образом в области репродукционной гравюры в технике офорта, резца и пунктира. К его наиболее известным гравюрам относятся «Святое семейство» по оригиналу Рафаэля, гравюры по картинам Рубенса и Яна ван Эйка, Гвидо Рени и Герарда Доу, а также портрет короля Баварии Максимилиана I работы Й. К. Штилера.
Карл Эрнст Хесс скончался в Мюнхене в 1828 году в возрасте семидесяти трёх лет. Его сыновья: Петер фон Хесс и Генрих Мария фон Хесс также стали художниками. В их честь названа улица (нем. Heßstraße) в Максфорштадте, пригороде Мюнхена.